# BMW 6 Серії
BMW 6 Серії — це позначення серії люксових купе компанії BMW з 1976 р.

## Перше покоління (E24)

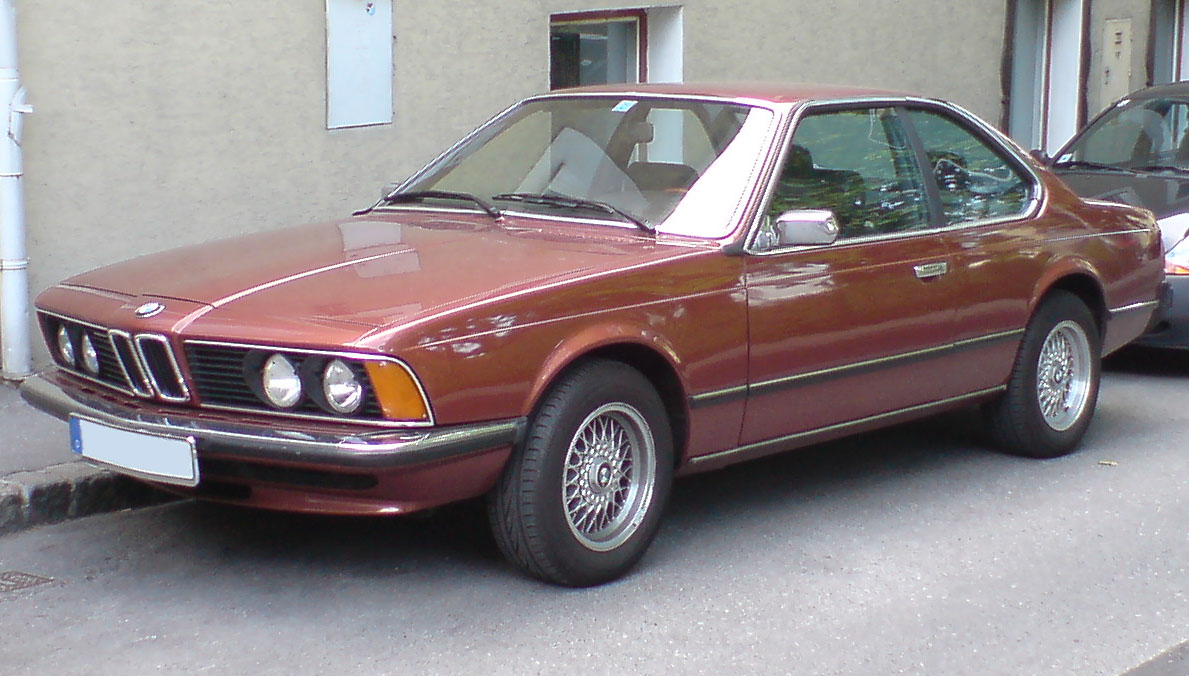
BMW 633 CSi (E24)

Перше покоління BMW шостої з індексом E24 вийшло на ринок в 1976 році. Дизайн автомобіля створив Поль Брак. Спочатку купе базувалося на платформі седана п'ятої серії першого покоління (E12), але пізніше конструкцію осучаснили вузлами і агрегатами від E28. Довжина — 4755 мм, колісна база — 2620 мм. Підвіски — стійки McPherson спереду і багаторичажка ззаду. За час конвеєрного життя двухдверка забезпечувалася тільки шестициліндровими моторами. Мова йде про агрегати 2.8 (184 к.с.), 3.0 (185), 3.2 (197), 3.5 (218 або 286). Найбільш потужною версією останнього двигуна (333 Нм) оснащувався «заряджений» варіант BMW M 635i CSi з 5-ст. МКПП (задня вісь — з 25-процентним ступенем блокування), за кермом якого, можна було розігнатися до 100 км/год за 6,8 с. Іншим версіями були доступні інші коробки передач: чотириступінчаста ручна і тридіапазонна автоматична. До 1989 року було зроблено 86 216 купе, з яких на частку серії «М» припадало 5855 штук.

## Друге покоління (E63/E64)

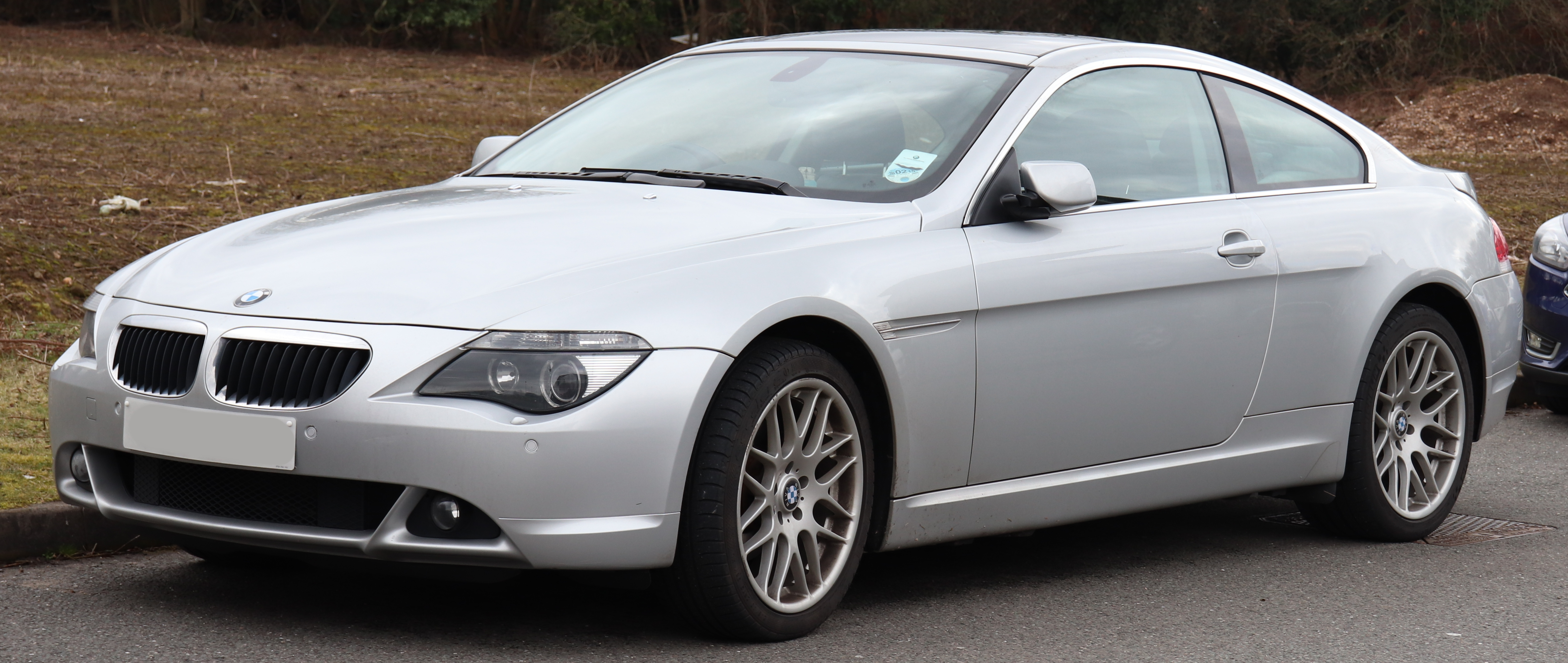
BMW 630i (E63)

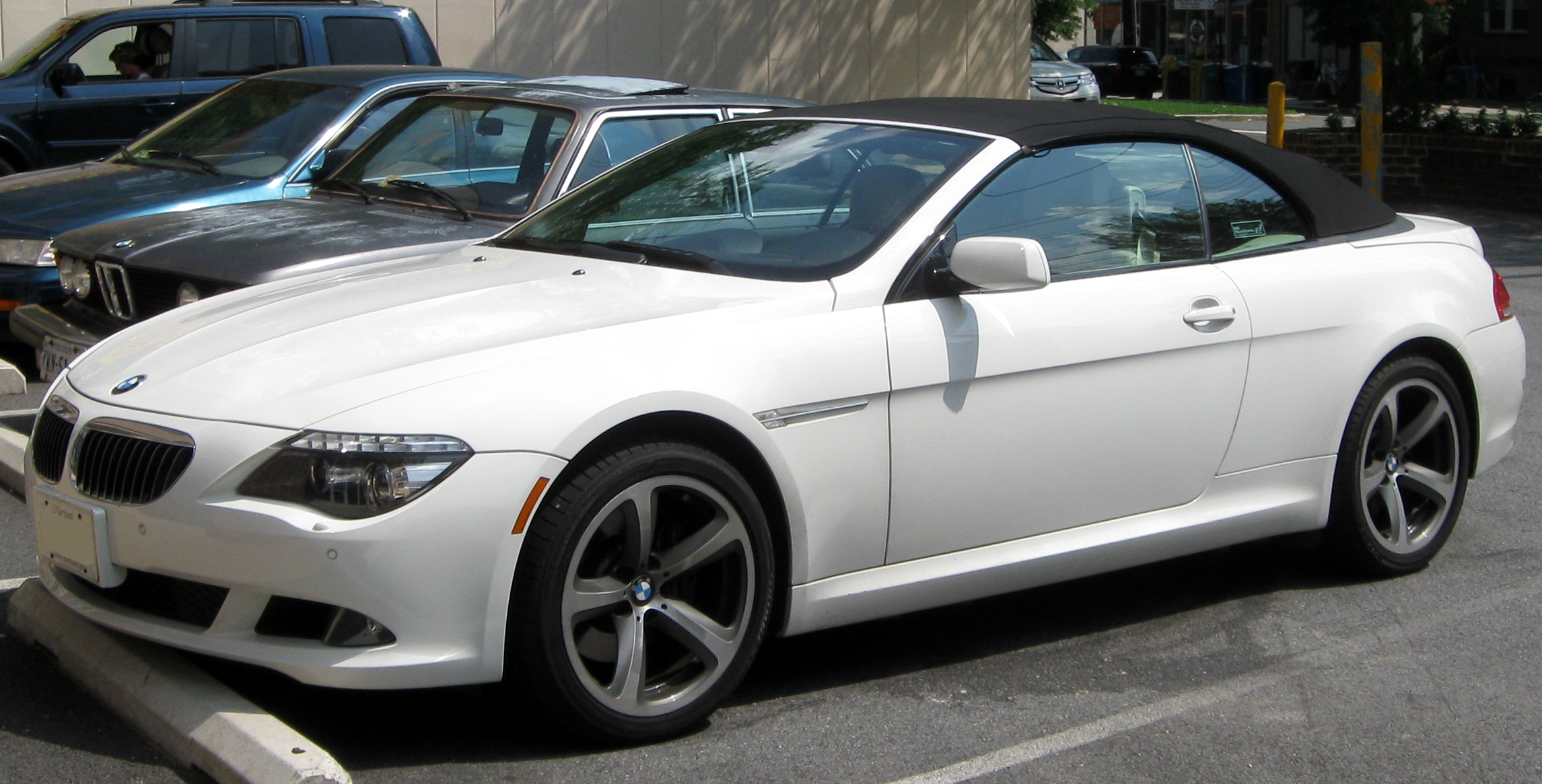
BMW 650Ci (E64)

Починаючи з 1989 року в модельному ряду BMW не було автомобілів шостої серії. І тільки в 2003 році на автосалоні у Франкфурті було представлено нове купе BMW 6 серії з індексом E63. Як і раніше, автомобіль запозичив «візок» сімейства п'ятої серії (в даному випадку E60), але з другого покоління в гаму модифікацій потрапив і однойменний кабріолет з індексом E64 (з 2007 року). До рестайлінгу, двохвдерна модель оснащувалася рядним шестиціліндромвим двигуном 3.0 л (258 сил), V8 4.4 (333) і бітурбодізелем 3.0 (286). Після оновлення, потужність базового бензинового двигуна стала 272 к.с., а V8 4.4 л замінив агрегат 4.8 л з 367 к.с. Конфігурація дизельного двигуна не змінювалася. Версіям 630i, 645i/650i і 635d покладалася шестиступінчаста механічна і автоматична коробки передач. Одноосібно стояв варіант BMW M6. Десять циліндрів, п'ять літрів робочого об'єму, 507 к.с. і 520 Нм — задньопривідні купе і кабріолет з семидіапазонним «роботом» SMG III катапультувалися до 100 км/год за 4.6 і 4.8 с відповідно. M6 випускалися з 2005 по 2010 рік, було зібрано більше 14 000 машин. А з 2003 по 2010 рік в Дінгольфінзі було зібрано 116 748 автомобілів BMW 6 Серії, включаючи 62 575 купе (E63) та 54 173 кабріолетів (E64).
Модельний ряд BMW E63/E64 — 630, 635, 640, 645, 650.

## Третє покоління (F12/F13/F06)

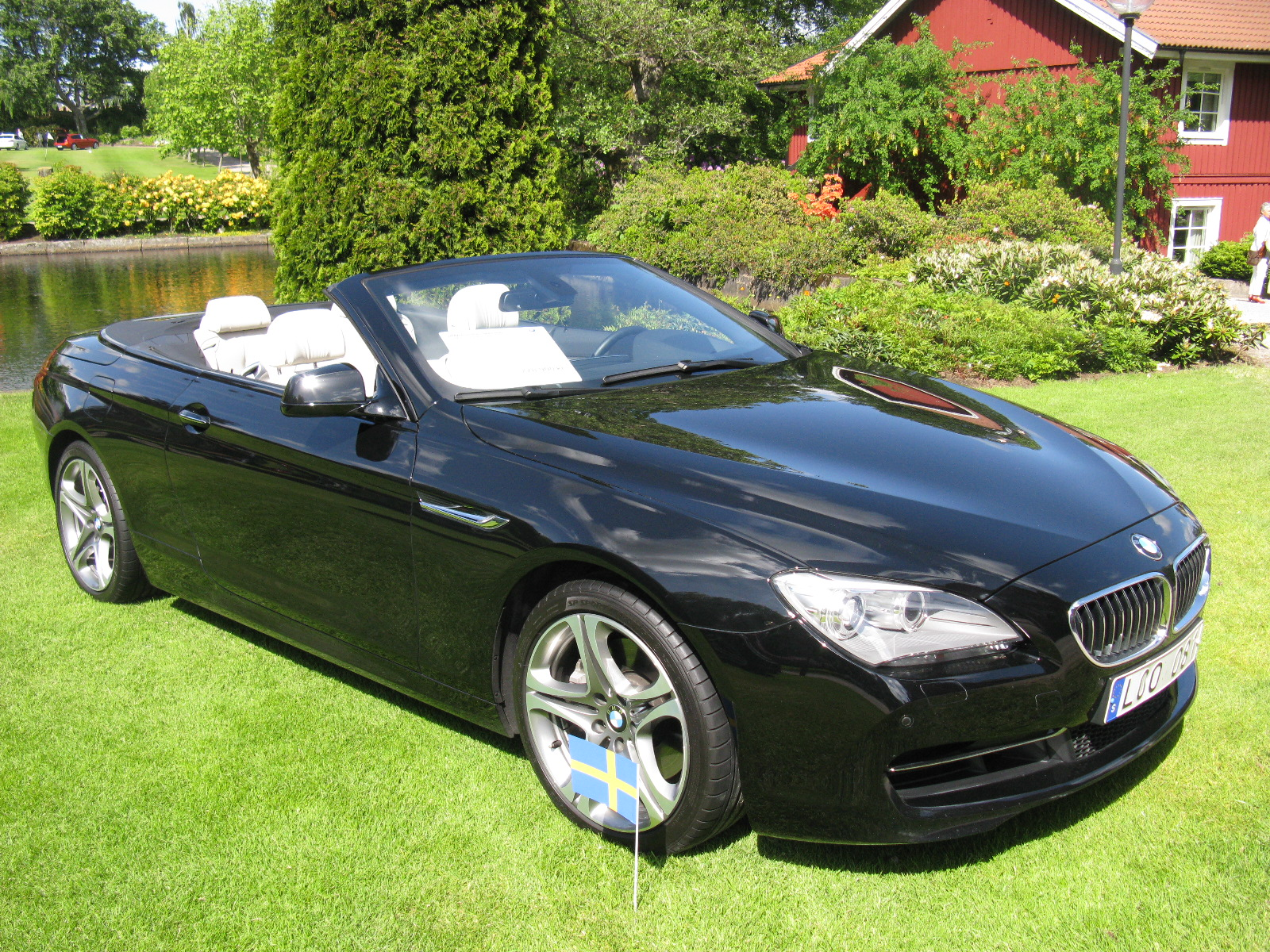
BMW 640i (F12)

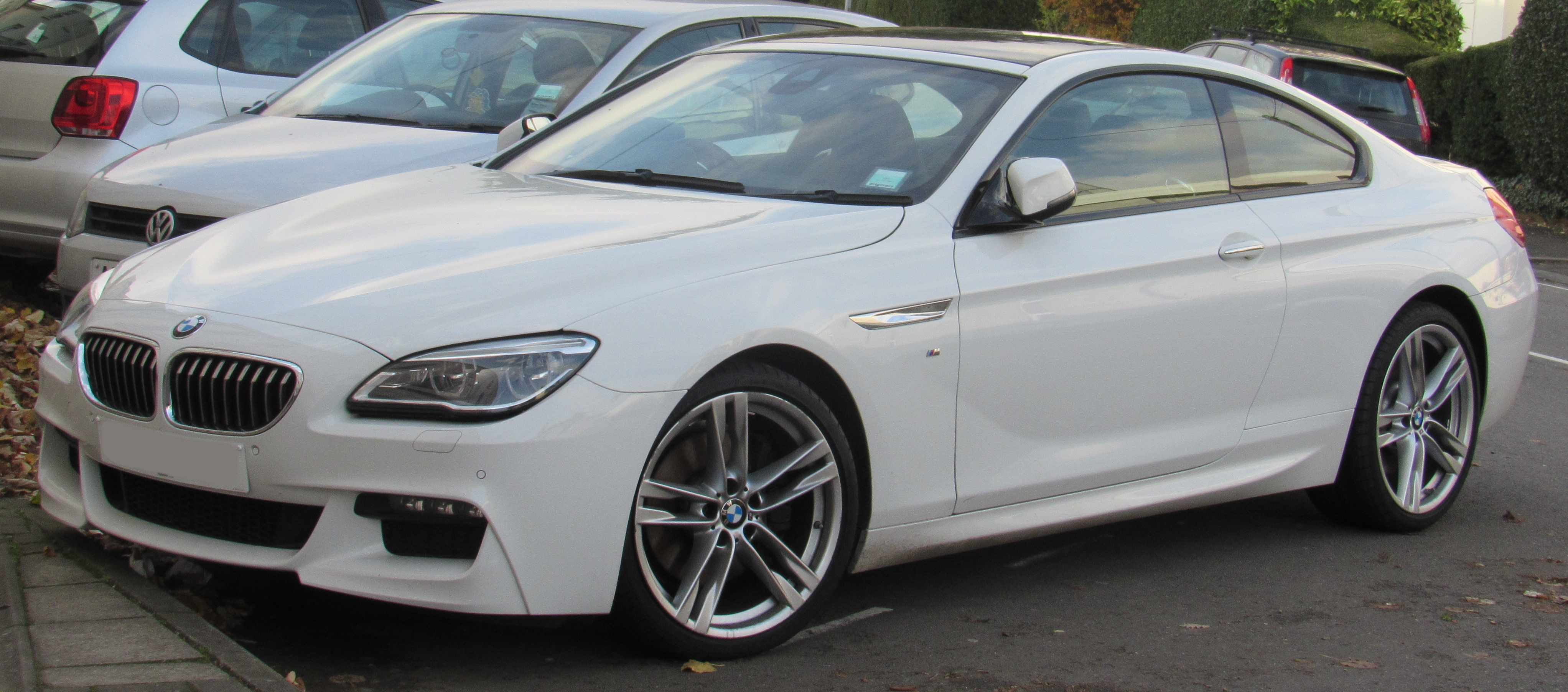
BMW 640d (F13)

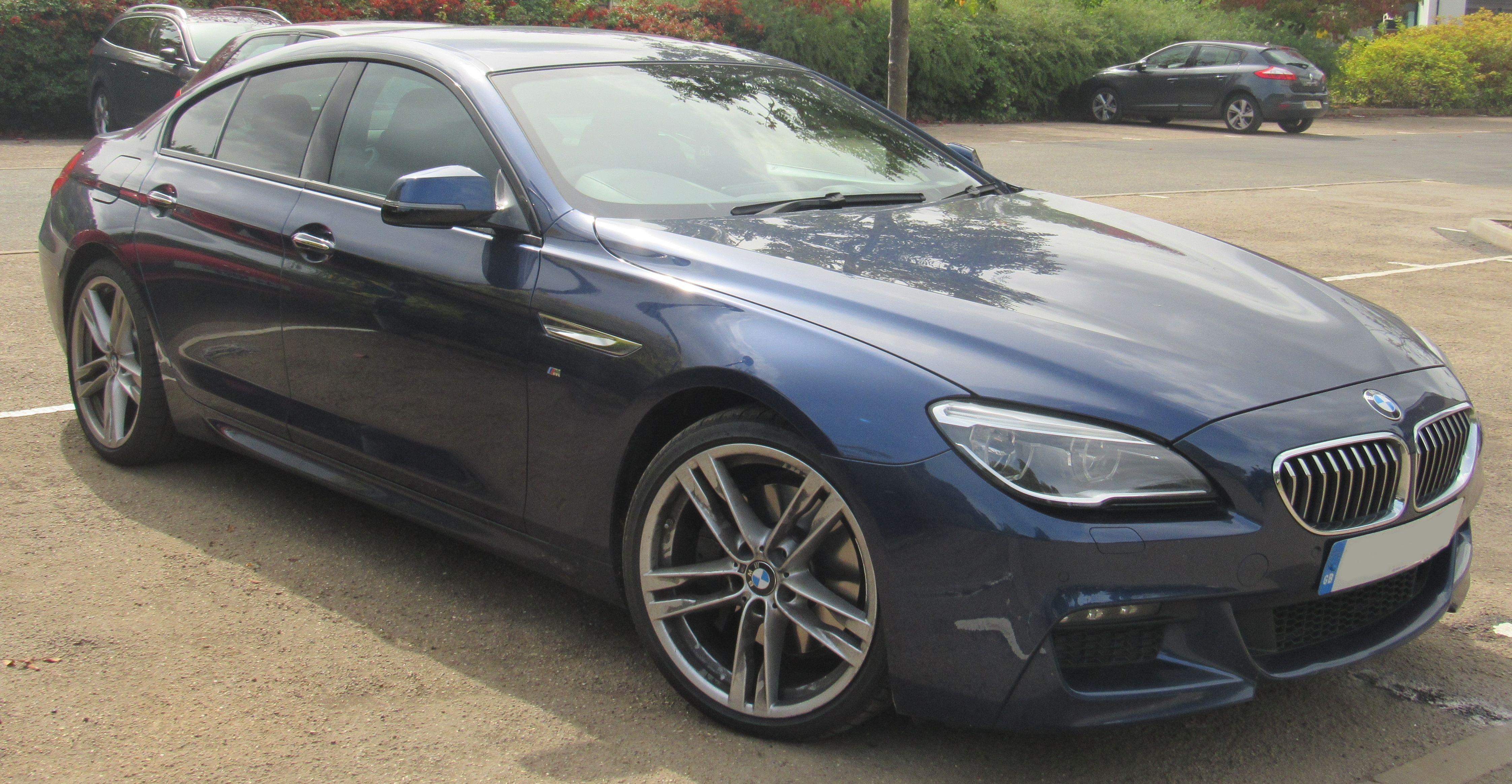
BMW 640d GranCoupé (F06)

18 листопада 2010 року з BMW офіційно представила кабріолет 6 Серії (заводський індекс F12), який прийшов на заміну BMW E64.
В продажі в Німеччині автомобіль з'явився в березні 2011 року. Автомобіль був представлений на NAIAS 2011 у Детройті.
Восени 2011 року представлено купе 6 Серії (заводський індекс F13), який прийшов на заміну BMW E63.
У березні 2012 року на Женевському автосалоні представлене чотирьохдверне купе BMW 6 Gran Coupe (заводський індекс F06).
Навесні 2012 року на Женевському автосалоні представлено нове BMW M6. Автомобіль отримав двигун V8 з подвійним турбонадувом від BMW M5 об'ємом 4.4 л, потужністю 560 к.с. і крутним моментом 680 Нм.

## Четверте покоління (G32)

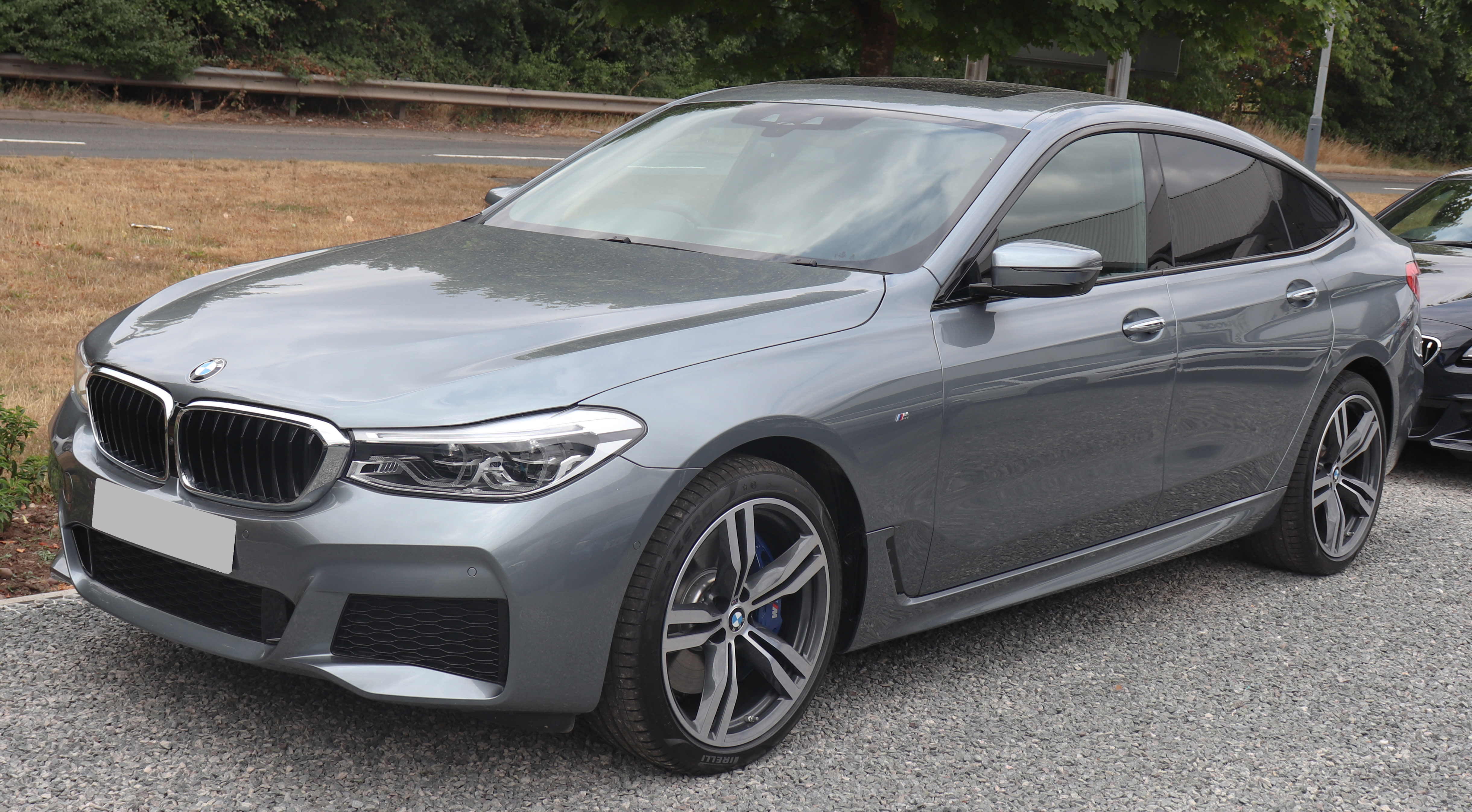
BMW 6 Gran Turismo

Четверте покоління BMW 6 серії з індексом G32 представили на Франкфуртському автосалоні в вересні 2017 року. Серійна модель дебютує в 2018 році з заводським індексом G29. На відміну від попередніх поколінь автомобіль виготовляється в кузові ліфтбек і називається BMW 6 Gran Turismo. Модель збудована на платформі «35up» (CLAR) і пропонується з заднім або повним приводом xDrive.
Автомобіль прийшов на заміну BMW 5 Gran Turismo.

### Двигуни
Бензинові:
- 2.0 л B48 I4 turbo
- 3.0 л B58 I6 turbo

Дизельні:
- 3.0 л N57 I6 twin-turbo
- 3.0 л B57 I6 twin-turbo